# Liste des gratte-ciel de l'agglomération de Tel Aviv
Depuis la construction de la  Tour Shalom Meir en 1965, plus de 150 immeubles de 100 mètres de hauteur et plus ont été construits dans l'agglomération de Tel Aviv en Israël soit presque deux fois plus que dans la France entière . La majorité des gratte-ciel de l'agglomération ont été construits depuis l'an 2000 et beaucoup ont été construits à Ramat Gan. L'agglomération de Tel Aviv abrite la très grande majorité des gratte-ciel d’Israël. 

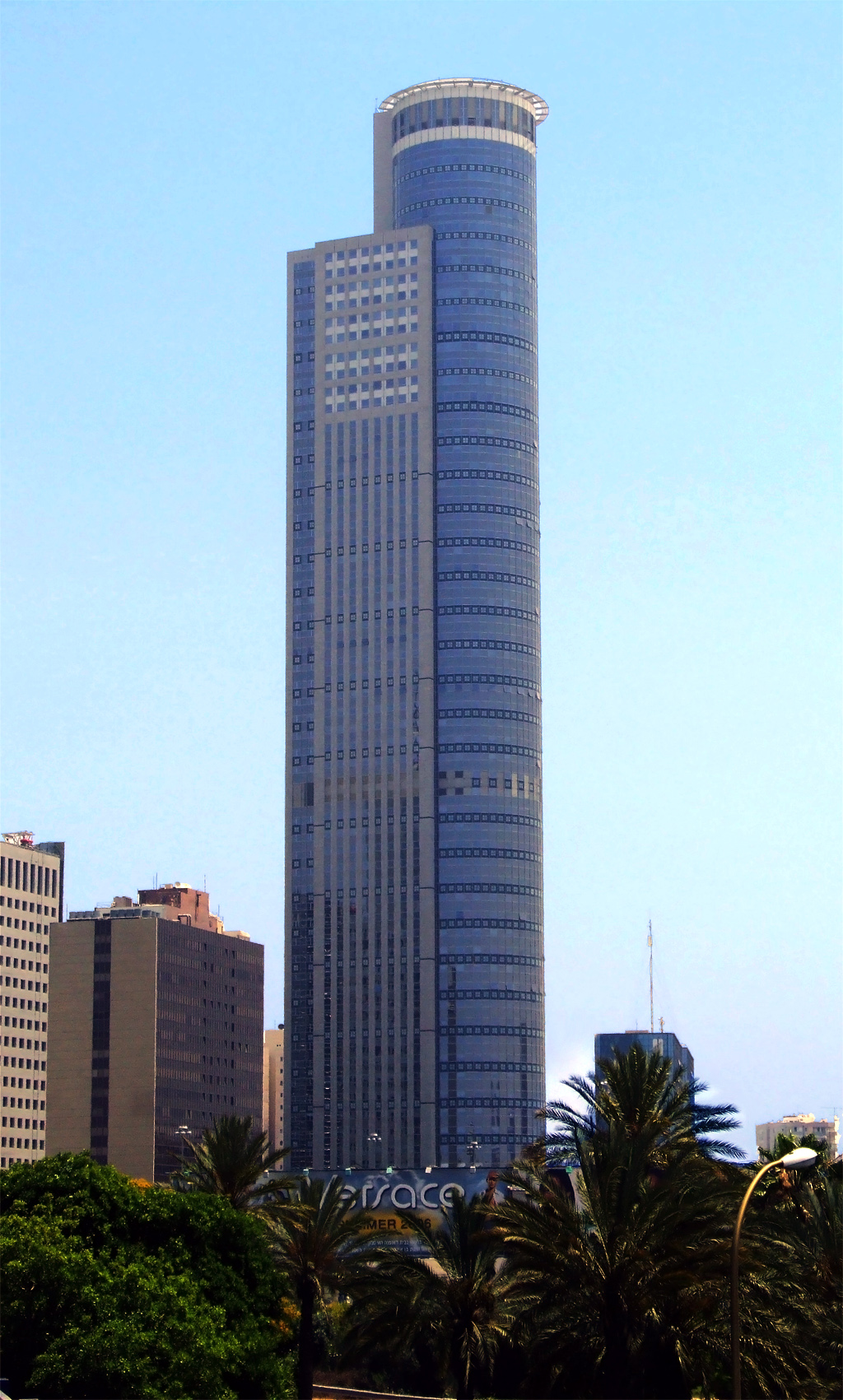
City Gate Ramat Gan
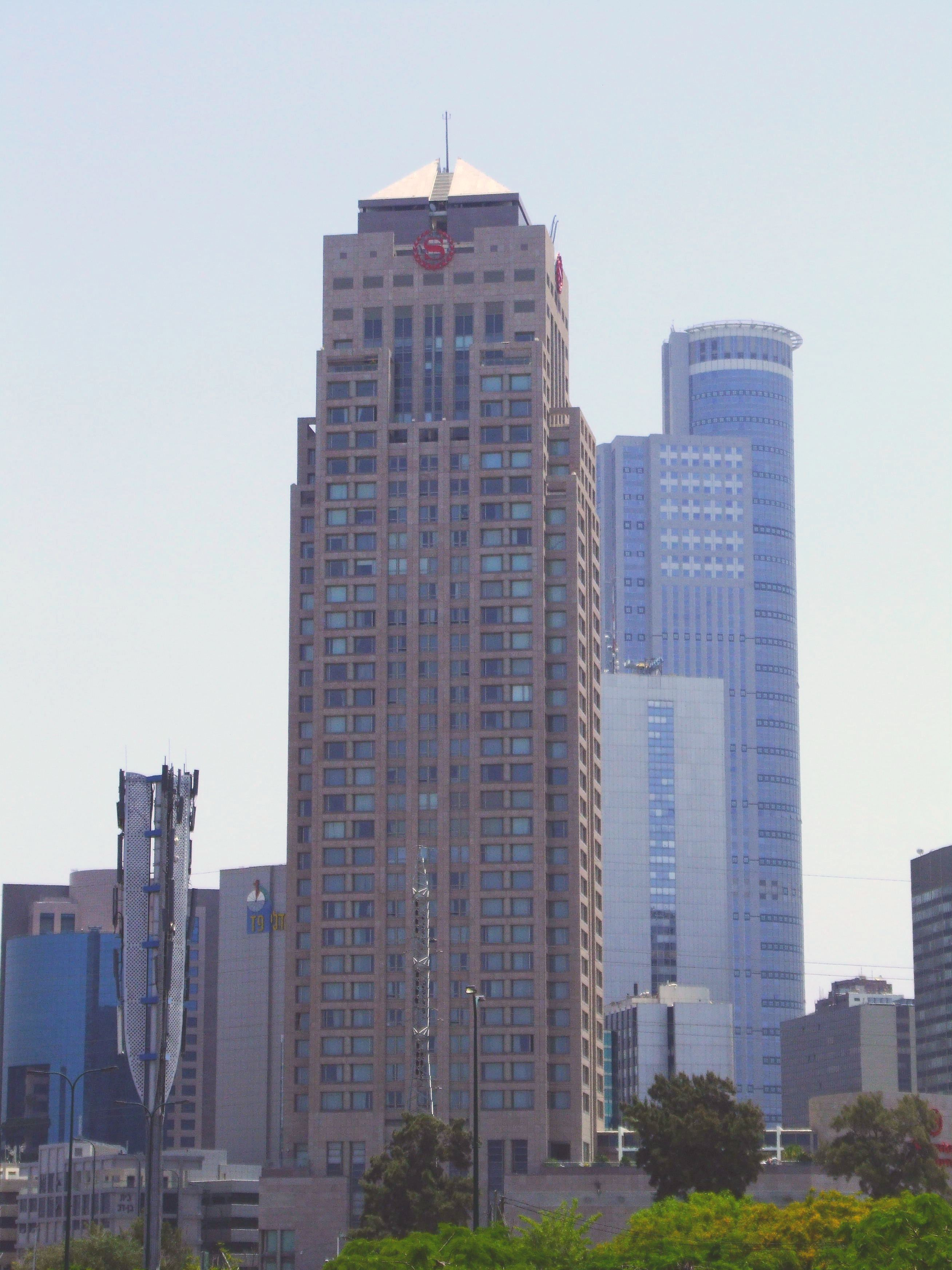
Leonardo City Tower Hotel
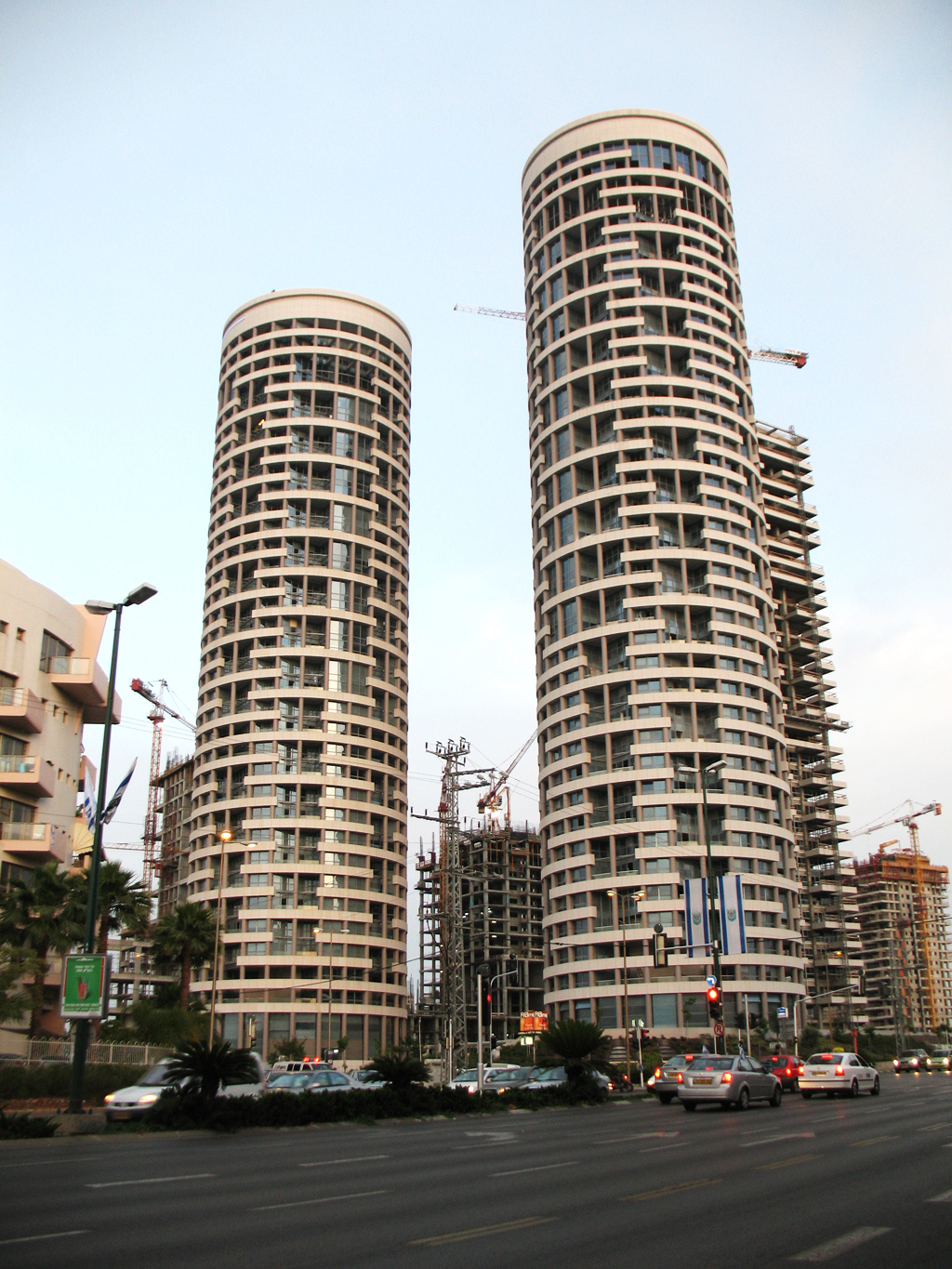
Yoo Tel Aviv
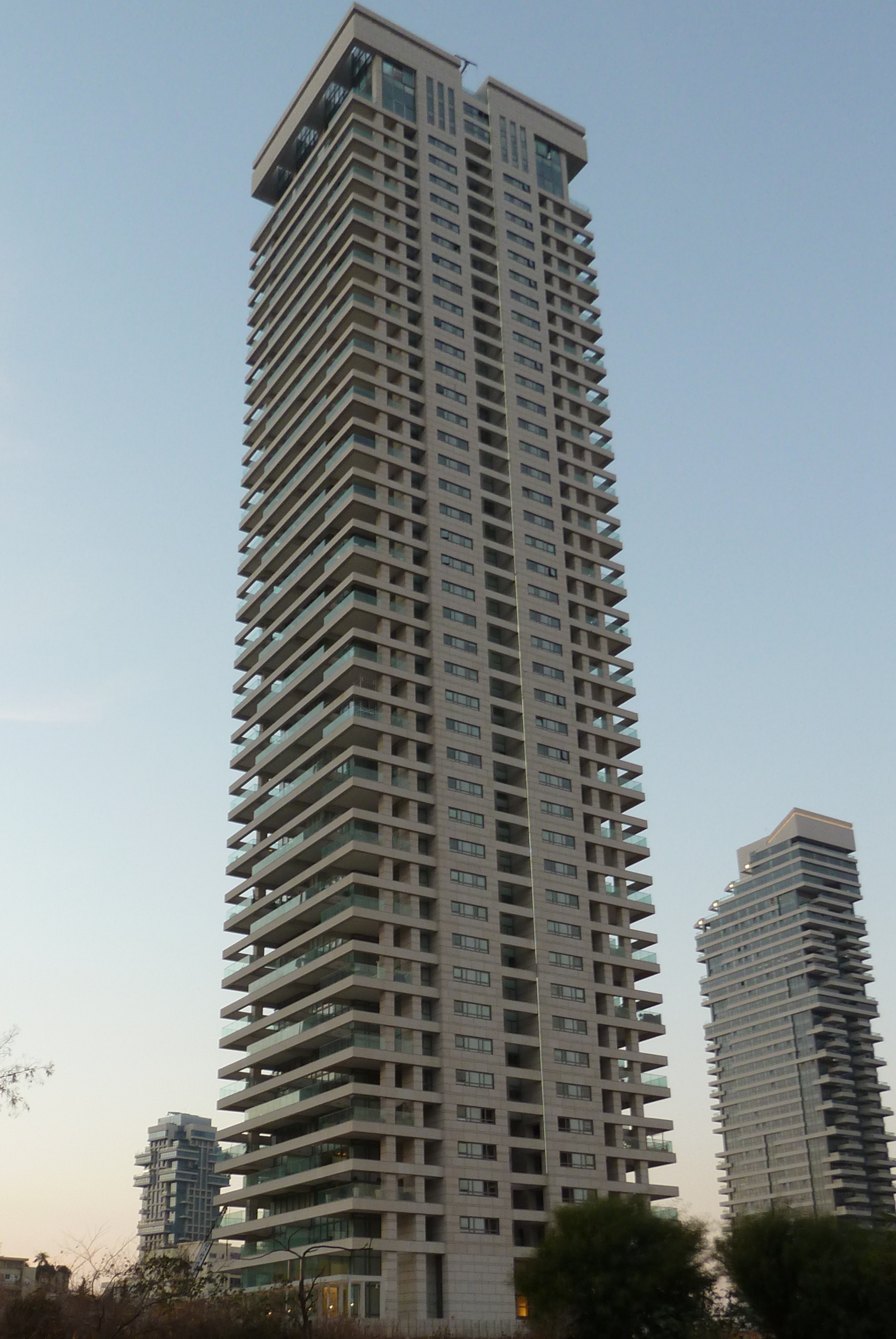
W Tower
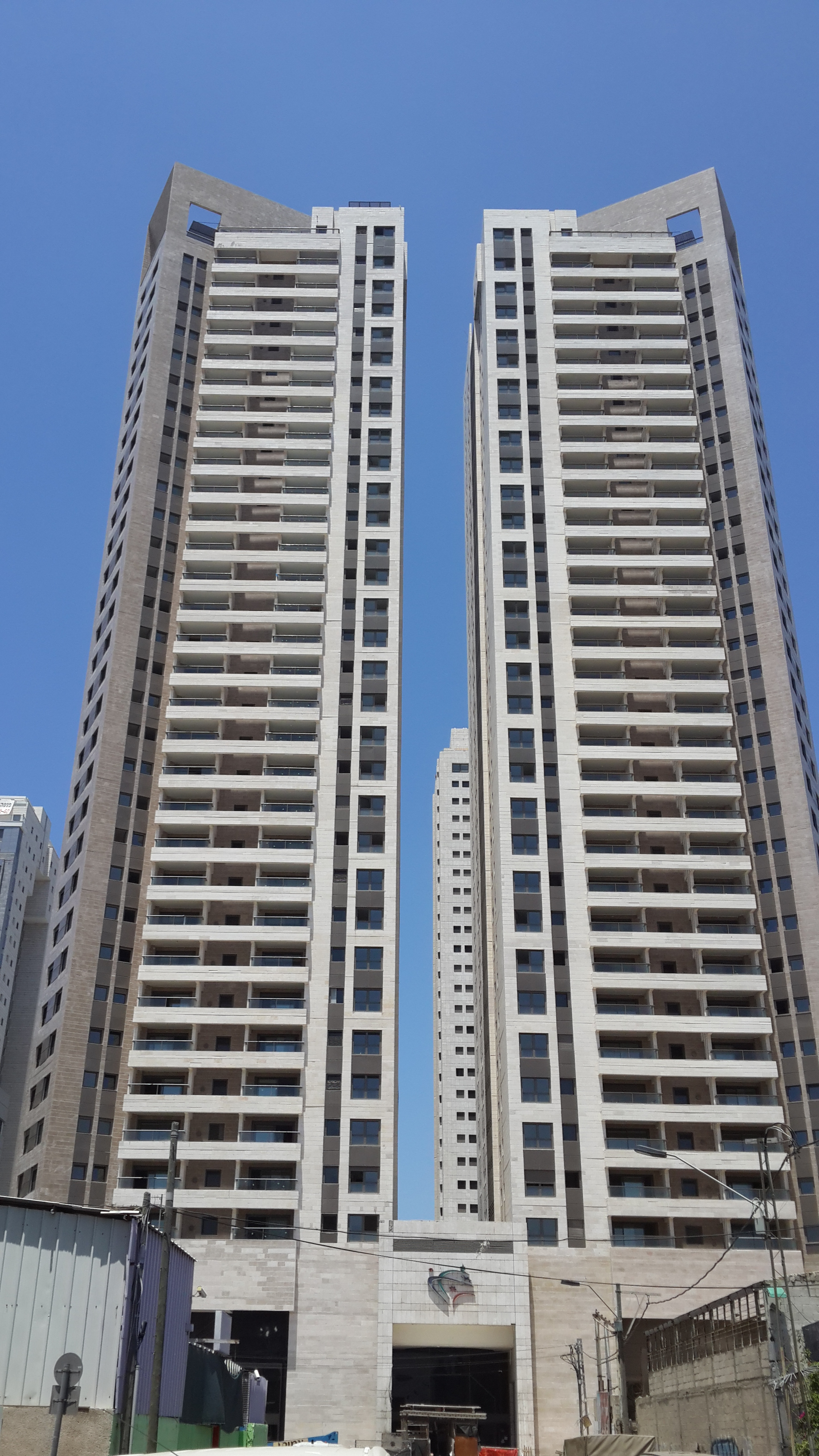
Tel Aviv Towers
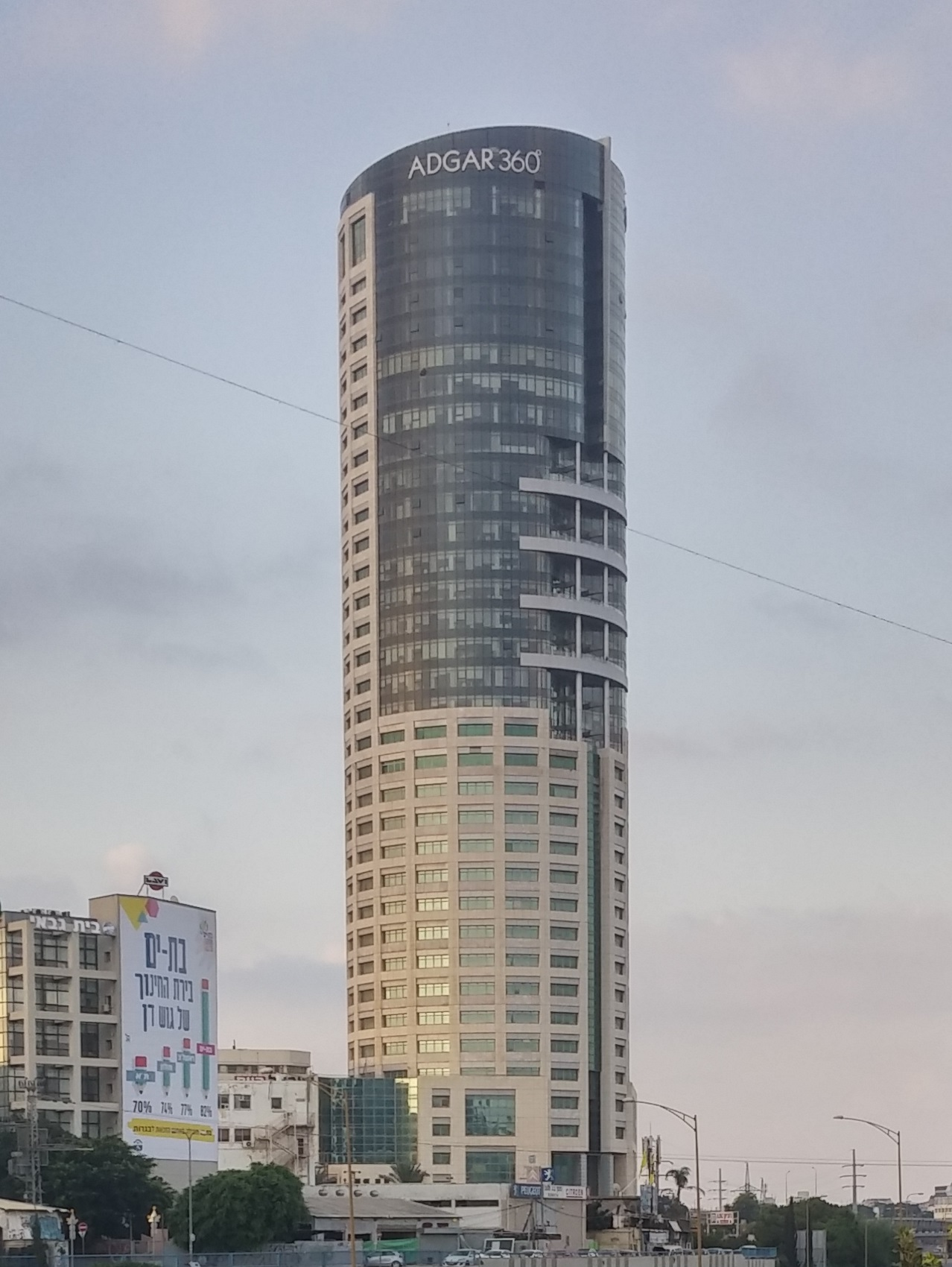
Adgar 360
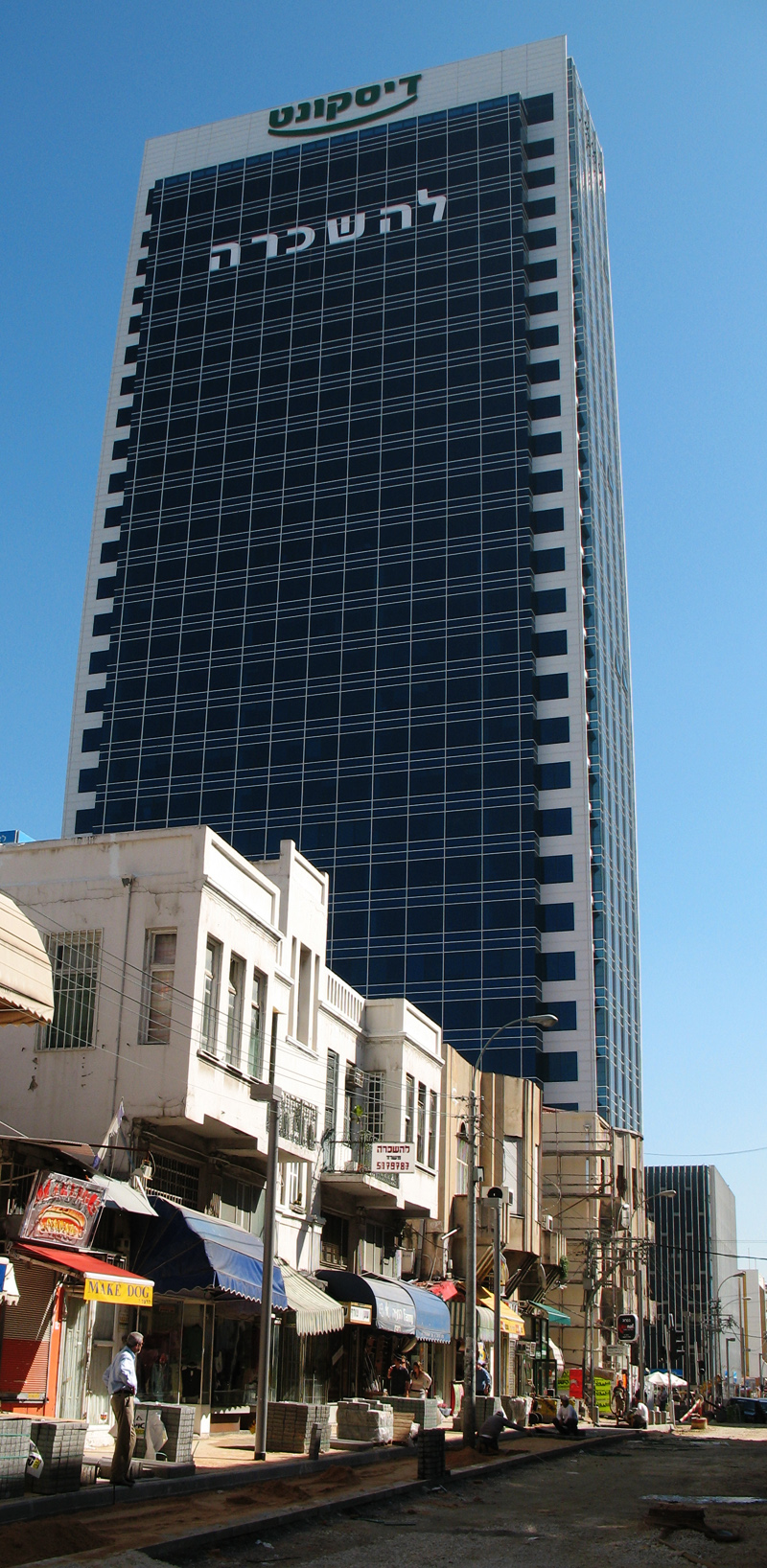
Bank Discount Tower
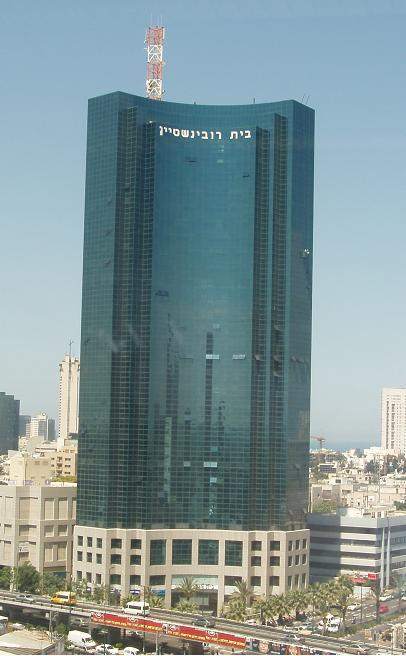
Rubinstein House
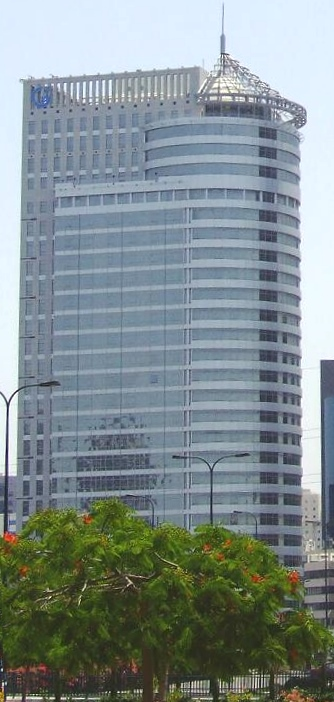
Gibor Sport House
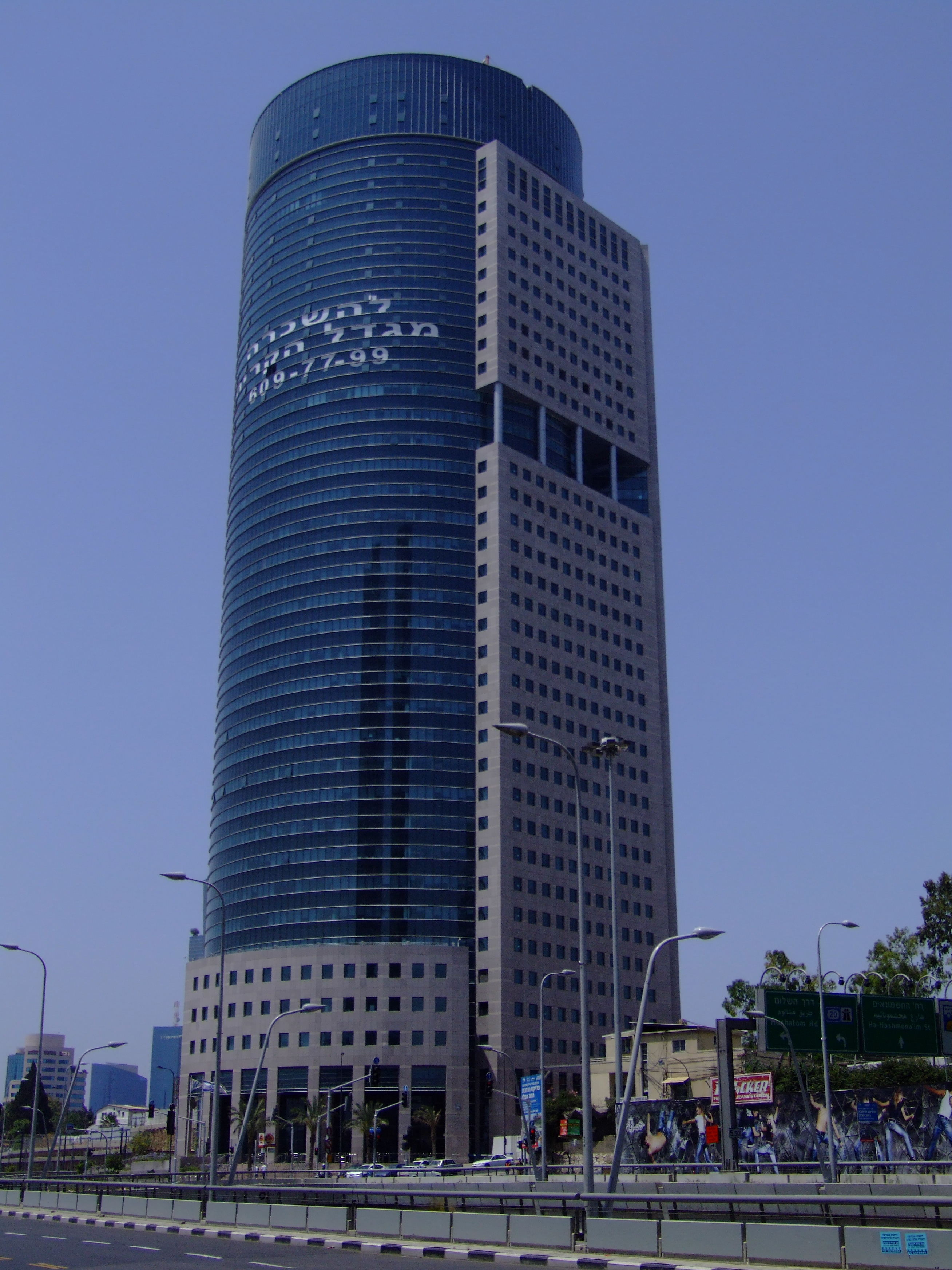
HaYovel Tower
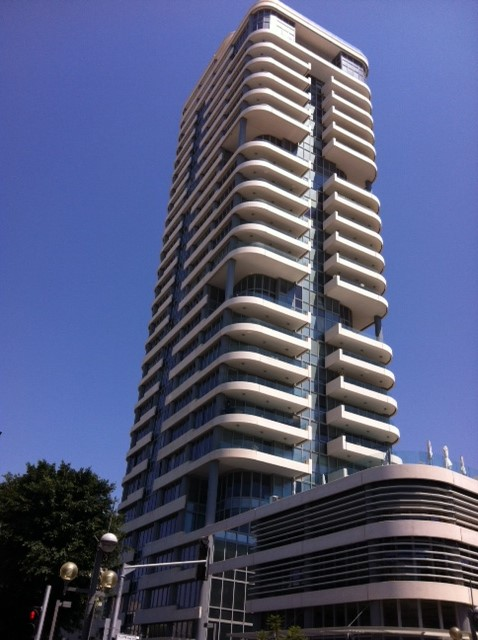
Frishman 46
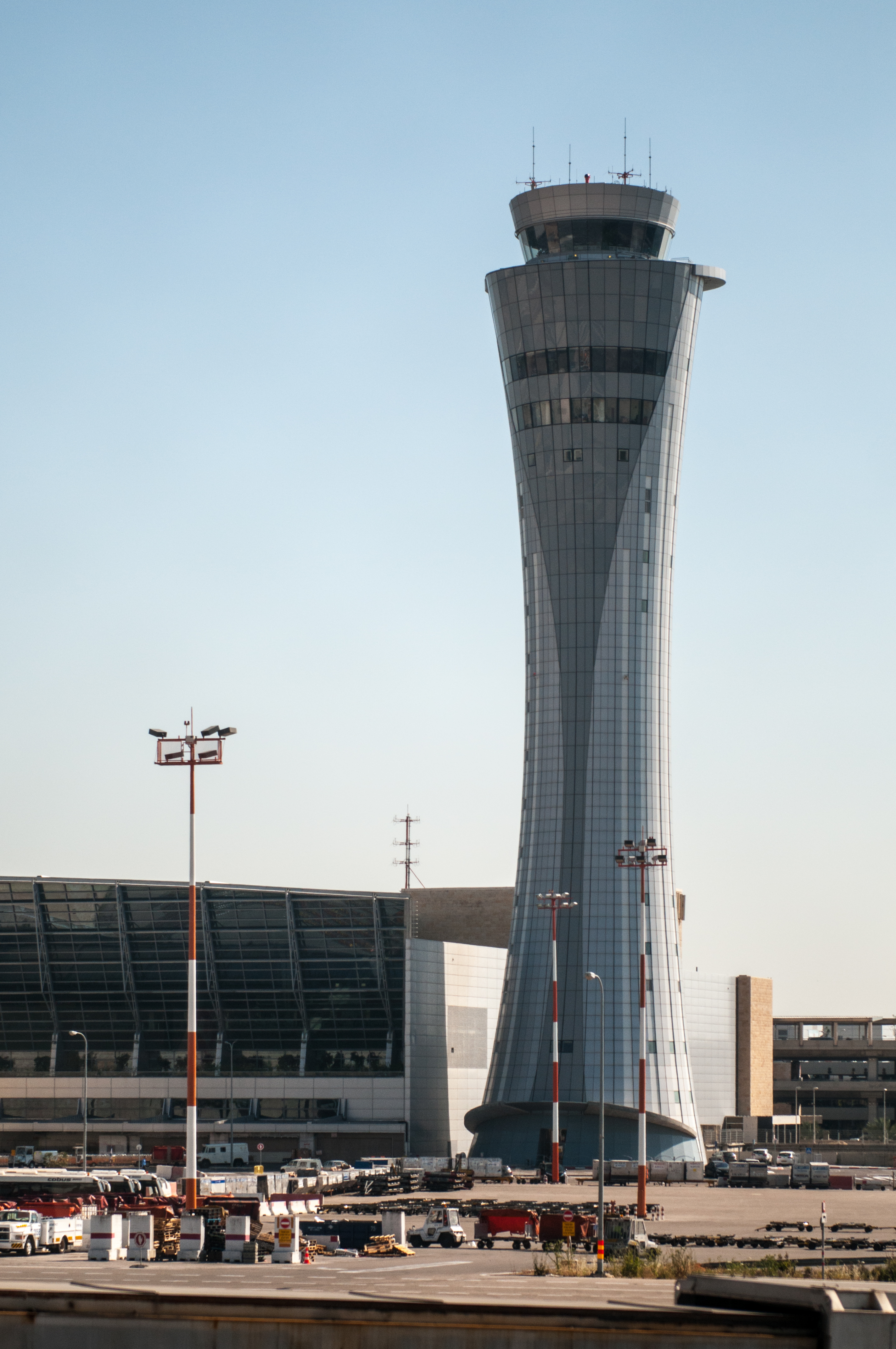
Tour de contrôle de l'aéroport Ben Gourion

En juin 2015 la liste des immeubles d'au moins 100 mètres de hauteur y est la suivante d'après Emporis,;
| Rang | Nom                                        | Municipalité | Hauteur | Étages | Année |
| ---- | ------------------------------------------ | ------------ | ------- | ------ | ----- |
| 1    | City Gate Ramat Gan                        | Ramat Gan    | 244 m   | 68     | 2003  |
| 2    | Azrieli Center Circular Tower              | Tel Aviv     | 187 m   | 49     | 1999  |
| 3    | Leonardo City Tower Hotel                  | Ramat Gan    | 170 m   | 33     | 2000  |
| 4    | Azrieli Center Triangular Tower            | Tel Aviv     | 169 m   | 46     | 1999  |
| 5    | Elco International Tower                   | Tel Aviv     | 165 m   | 45     | 2011  |
| 6    | Champion Tower                             | Bnei Brak    | 160 m   | 42     | 2013  |
| 6    | Atrium Tower                               | Ramat Gan    | 160 m   | 40     | 2015  |
| 6    | BSR Tower 4                                | Bnei Brak    | 160 m   | 42     | 2015  |
| 6    | HaArba'ah Towers 1                         | Tel Aviv     | 160 m   | 41     | 2015  |
| 10   | HaYovel Tower                              | Tel Aviv     | 158 m   | 42     | 2005  |
| 10   | Meier on Rothschild Tower                  | Tel Aviv     | 158 m   | 40     | 2015  |
| 12   | Naveh Tower                                | Bat Yam      | 157 m   | 44     | 2013  |
| 13   | W Tower                                    | Tel Aviv     | 156 m   | 49     | 2009  |
| 13   | Azrieli Center Square Tower                | Tel Aviv     | 154 m   | 42     | 2007  |
| 15   | Vision Tower                               | Tel Aviv     | 150 m   | 42     | 2010  |
| 15   | W Prime                                    | Tel Aviv     | 150 m   | 44     | 2015  |
| 17   | Neve Tzedek Tower                          | Tel Aviv     | 147 m   | 44     | 2007  |
| 18   | HaArba'ah Towers 2                         | Tel Aviv     | 146 m   | 37     | 2015  |
| 19   | BSR Tower 3                                | Bnei Brak    | 144 m   | 38     | 2013  |
| 20   | Yoo Tel Aviv 2                             | Tel Aviv     | 142 m   | 41     | 2007  |
| 20   | Tour Shalom Meir                           | Tel Aviv     | 142 m   | 36     | 1965  |
| 22   | Tel Aviv Towers 1                          | Tel Aviv     | 140 m   | 34     | 2000  |
| 22   | Tel Aviv Towers 2                          | Tel Aviv     | 140 m   | 34     | 2000  |
| 22   | Tel Aviv Towers 3                          | Tel Aviv     | 140 m   | 34     | 2013  |
| 22   | Tel Aviv Towers 4                          | Tel Aviv     | 140 m   | 34     | 2013  |
| 22   | Manhattan Tower                            | Tel Aviv     | 140 m   | 41     | 2009  |
| 22   | Adgar 360                                  | Tel Aviv     | 140 m   | 36     | 2015  |
| 28   | Marganit Tower                             | Tel Aviv     | 138 m   | 17     | 1997  |
| 29   | First International Bank Tower             | Tel Aviv     | 132 m   | 32     | 2009  |
| 30   | 22 Rothschild Boulevard                    | Tel Aviv     | 130 m   | 30     | 2013  |
| 30   | Ayalon Tower                               | Ramat Gan    | 130 m   | 35     | 2009  |
| 32   | Yoo Tel Aviv 1                             | Tel Aviv     | 128 m   | 39     | 2007  |
| 33   | 1 Rothschild Boulevard                     | Tel Aviv     | 125 m   | 32     | 2010  |
| 33   | Levinstein Tower                           | Tel Aviv     | 125 m   | 33     | 2000  |
| 35   | Tzameret Tower 1                           | Tel Aviv     | 123 m   | 32     | 2002  |
| 35   | Tzameret Tower 2                           | Tel Aviv     | 123 m   | 32     | 2002  |
| 35   | Tzameret Tower 3                           | Tel Aviv     | 123 m   | 32     | 2005  |
| 35   | Tzameret Tower 3                           | Tel Aviv     | 123 m   | 32     | 2005  |
| 39   | BSR Tower 2                                | Bnei Brak    | 121 m   | 27     | 2004  |
| 40   | Migdal Al Hapark                           | Ramat Gan    | 120 m   | 34     | 2015  |
| 40   | White City Residence                       | Tel Aviv     | 120 m   | 32     | 2015  |
| 42   | Savyon Tower                               | Ramat Gan    | 119 m   | 34     | 2007  |
| 43   | Remez Tower                                | Tel Aviv     | 118 m   | 31     | 2012  |
| 44   | Diamond Tower                              | Ramat Gan    | 115 m   | 32     | 1992  |
| 44   | Beeri Nehardaa Tower                       | Tel Aviv     | 115 m   | 31     | 2008  |
| 44   | Africa Israel Tower                        | Tel Aviv     | 115 m   | 28     | 2011  |
| 47   | Gibor Sport House                          | Ramat Gan    | 114 m   | 29     | 2000  |
| 48   | Harel Insurance House 2                    | Ramat Gan    | 112 m   | 26     | 2015  |
| 49   | City Park (gratte-ciel)                    | Ramat Gan    | 110 m   | 31     | 2007  |
| 49   | BSR Tower 1                                | Ramat Gan    | 110 m   | 24     | 2004  |
| 49   | Gindi Sarona 1                             | Tel Aviv     | 110 m   | 31     | 2014  |
| 49   | Gindi Sarona 2                             | Tel Aviv     | 110 m   | 31     | 2014  |
| 49   | Gindi Sarona 3                             | Tel Aviv     | 110 m   | 31     | 2014  |
| 49   | Geffen Towers 1                            | Tel Aviv     | 110 m   | 32     | 2013  |
| 49   | Faire Tower                                | Ramat Gan    | 110 m   | 31     | 2012  |
| 56   | Aviv BaTzameret Tower                      | Tel Aviv     | 108 m   | 32     | 2010  |
| 56   | W Boutique                                 | Tel Aviv     | 108 m   | 31     | 2014  |
| 56   | Frishman 46                                | Tel Aviv     | 108 m   | 29     | 2013  |
| 56   | Isrotel Tower                              | Tel Aviv     | 108 m   | 29     | 1997  |
| 60   | Matcal Tower                               | Tel Aviv     | 107 m   | 17     | 2005  |
| 61   | Ordea Tower                                | Tel Aviv     | 106 m   | 30     | 2014  |
| 62   | Bank Discount Tower                        | Tel Aviv     | 105 m   | 31     | 2006  |
| 63   | Gindi Towers 1                             | Ramat Gan    | 104 m   | 30     | 2010  |
| 63   | Gindi Towers 2                             | Ramat Gan    | 104 m   | 30     | 2010  |
| 65   | Vered Tower                                | Givatayim    | 102 m   | 27     | 2001  |
| 65   | Central Park 1                             | Tel Aviv     | 102 m   | 31     | 2011  |
| 65   | Central Park 2                             | Tel Aviv     | 102 m   | 31     | 2011  |
| 65   | One Tower                                  | Tel Aviv     | 102 m   | 29     | 2008  |
| 65   | Rubinstein House                           | Tel Aviv     | 102 m   | 28     | 1999  |
| 65   | Amot Platinum Towers 1                     | Petah Tikva  | 102 m   | 26     | 2012  |
| 65   | Givatayim Park Tower                       | Givatayim    | 102 m   | 31     | 2011  |
| 65   | BSR Tzameret 2                             | Tel Aviv     | 102 m   | 30     | 2013  |
| 65   | BSR Tzameret 3                             | Tel Aviv     | 102 m   | 30     | 2013  |
| 65   | Gymnasia Tower                             | Tel Aviv     | 102 m   | 30     | 2015  |
| 65   | 30 Rothschild Boulevard                    | Tel Aviv     | 102 m   | 29     | 2011  |
| 76   | NAM Tower                                  | Tel Aviv     | 101 m   | 30     | 2010  |
| 76   | Or Tower                                   | Tel Aviv     | 101 m   | 30     | 2012  |
| 78   | Gan HaYir Tower                            | Tel Aviv     | 100 m   | 26     | 1989  |
| 78   | Lieber Tower                               | Tel Aviv     | 100 m   | 30     | 2015  |
| 78   | 29 Soutine                                 | Tel Aviv     | 100 m   | 29     | 2014  |
| 78   | Rama Theater Tower                         | Ramat Gan    | 100 m   | 27     | 2015  |
| 78   | Azorei HaPark 1                            | Petah Tikva  | 100 m   | 31     | 2013  |
| 78   | Azorei HaPark 2                            | Petah Tikva  | 100 m   | 31     | 2013  |
| 78   | Bar Kochva Tower                           | Bnei Brak    | 100 m   | 25     | 2014  |
| 78   | Sea One Tower                              | Tel Aviv     | 100 m   | 28     | 2012  |
| 86   | Tour de contrôle de l'aéroport Ben Gourion | Lod          | 100 m   | 28     | 2014  |